# Riu de Naorte
El riu de Naorte és un riu pirinenc situat a la part alta de la vall de Cardós, afluent, per la dreta, de la Noguera de Cardós. Neix a l'estany de Naorte, a 2.150 metres d’altitud, i desguassa a la Noguera de Cardós, a una altitud de 1.415 metres. Part de les seves aigües alimenten el canal de Romedo, una canalització soterrada de 8.690 metres de longitud que s'origina a l'estany de Romedo de Baix i que porta l'aigua fins a la capçalera del salt de Gueron, per fer funcionar les turbines de la Central hidroelèctrica de Tavascan Superior, part del Complex hidroelèctric de l'alta vall de Cardós.
El riu es troba en el terme municipal de Lladorre, en el Pallars Sobirà. Tot el seu recorregut està dintre del parc Natural de l'Alt Pirineu.